# Cryptosolenomeris macrogon
Cryptosolenomeris macrogon – gatunek dwuparca z rzędu węzławców i rodziny Chelodesmidae, jedyny z monotypowego rodzaju Cryptosolenomeris.
Gatunek i rodzaj opisane zostały w 2009 przez Richarda L. Hoffmana na podstawie pojedynczego samca, odłowionego w 1967 roku.
Ciało holotypowego samca ma około 68 mm długości i 10,4 mm największej szerokości. Kształt ciała jest wydłużony, najszerszy z przodu. Czułki o długości 12,2 mm są umiarkowanie buławkowate i wyposażone w cztery stożki zmysłowe. Collum jest w obrysie poprzecznie elipsoidalne z podługowato zaostrzonymi bocznymi końcami. Pierścienie tułowia od drugiego do czwartego mają duże, prawie kwadratowe paranota, najszersze na pierścieniu trzecim. Dalsze paranota są coraz mniejsze, a te pośrodku ciała szeroko odseparowane wskutek słabego zagłębienia prosomitów. Powierzchnie metazonitów są gładkie. Dziewiętnasty (przedostatni) pierścień tułowia pozbawiony jest ozoporów i prawie całkowicie wchodzi w pierścień poprzedni. Piąte sternum ma między przednimi odnóżami piątego pierścienia duży wyrostek o wciętym wierzchołku. Odnóża są długie i smukłe, a dwie ostatnie pary mają powiększone i zakrzywione uda. Gonopor jest mały, o owalnym kształcie. Gonopody charakteryzują: długa i prosta apodema koksosternalna, duża apodema biodrowa, mała okolica przedudziowa oraz długi i prawie prosty telopodit z prostym, zaostrzonym wyrostkiem dodatkowym w połowie środkowej części. Zakrzywiony wierzchołek telopoditu tworzy kielichowatą osłonkę nad solenomerytem.
Wij znany wyłącznie z brazylijskiego stanu Espírito Santo, gdzie zasiedla Mata Atlântica.